# Coenaletes
Coenaletes is een geslacht van springstaarten binnen de familie Coenaletidae en telt 2 soorten.

## Taxonomie
- Coenaletes caribaeus - Bellinger PF, 1985
- Coenaletes vangoethemi - (Jacquemart, S, 1980)[3]